# Арсанов Саїдбей Арсанбекович
Саїдбей Арсанбекович Арса́нов (нар. 2 жовтня 1889, Нові Атаги — пом. 12 липня 1968) — чеченський радянський письменник; член Спілки письменників СРСР з 1935 року. 

## Біографія
Народився 2 жовтня 1889 року в селі Нових Атагах (нині Шалінський район, Чечня, Російська Федерація) в сім'ї селянина-батрака. Закінчив 4-класне училище у Владикавказі і у 1907 році став копіювальником креслярської будівельної контори у місті Баку. Потім працював у містах Владикавказі, Одесі. У 1910 році поступив до Політехнічного інституту в Санкт-Петербурзі, давав приватні уроки. Того ж року, за участь у політичній демонстрації в Санкт-Петербурзі, був заарештований і засланий до Вятської губернії, звідки втік і емігрував до Німеччини, декілька років працював монтером і слюсарем на одному з машинобудівних заводів. 
Повернувся до Росії під час Першої світової війни. У 1919 році на Далекому Сході брав участь у боротьбі проти загонів адмірала Колчака.
З 1921 року перебував різних посадах у партійних, радянських і господарських органах. Працював завідувачем агітпропу Чеченського оргбюро РКП(б), завідувачем культпропотділу обкому партії. Член РКП(б) з 1924 року. 1925 року заснував першу чеченську газету «Серло». З 1926 по 1930 рік обіймав посаду уповноваженого представника Чечні при Президії ВЦВК у Москві. 1930 року став творцем Грозненської асоціації пролетарських письменників.
З 1933 по 1935 рік працював на Колимі. У 1935 році повернувся до Чечні, де до жовтня 1937 року очолював Чечено-Інгуський науково-дослідний інститут мови, історії та літератури. 1937 року репресований. 
Після звільнення висланий до Казахстану, де проживала його вислана сім'я. 1957 року повернувся до Чечні, і того ж року став головою Спілки письменників Чечено-Інгуської АРСР. У 1958 році обраний депутатом Верховної Ради Чечено-Інгуської АРСР 2-го скликання. У березні 1959 року вийшов на пенсію. Помер 12 липня 1968 року.

## Творчість
Літературну діяльність розпочав у 1924 році. Писав російською мовою. У газетах «Радянський Південь» та «Известия» друкувалися його оповідання та невеликі статті. У 1930 році журнал «Революція та горець» опублікував глави з його роману «Два покоління». У 1931 році роман був виданий чеченською мовою.
У 1956 році у Алма-Аті у Казахському державному видавництві вийшов його роман «Коли пізнається дружба». У 1965 році видав книгу «Срібна посмішка», що складається з нарисів та оповідань.